# Tigran Gevorg Martirosyan
Tigran Gevorg Martirosyan (n. 9 iunie 1988, Leninakan, Republica Sovietică Socialistă Armeană, URSS) este un halterofil ce a reprezentat Armenia, medaliat olimpic. A participat la 2 ediții ale Jocurilor Olimpice (2008, 2012) în care a câștigat o medalie de bronz.